# Canthylidia eodora
Canthylidia eodora là một loài bướm đêm trong họ Noctuidae.